# Храм Георгия Победоносца (Новые Кельцы)
Храм во имя Георгия Победоносца — православный храм, принадлежащий к Скопинской епархии и находящийся в селе Новые Кельцы Скопинского района Рязанской области. Является объектом культурного наследия Российской Федерации. В настоящее время заброшен и частично разрушен.

## История

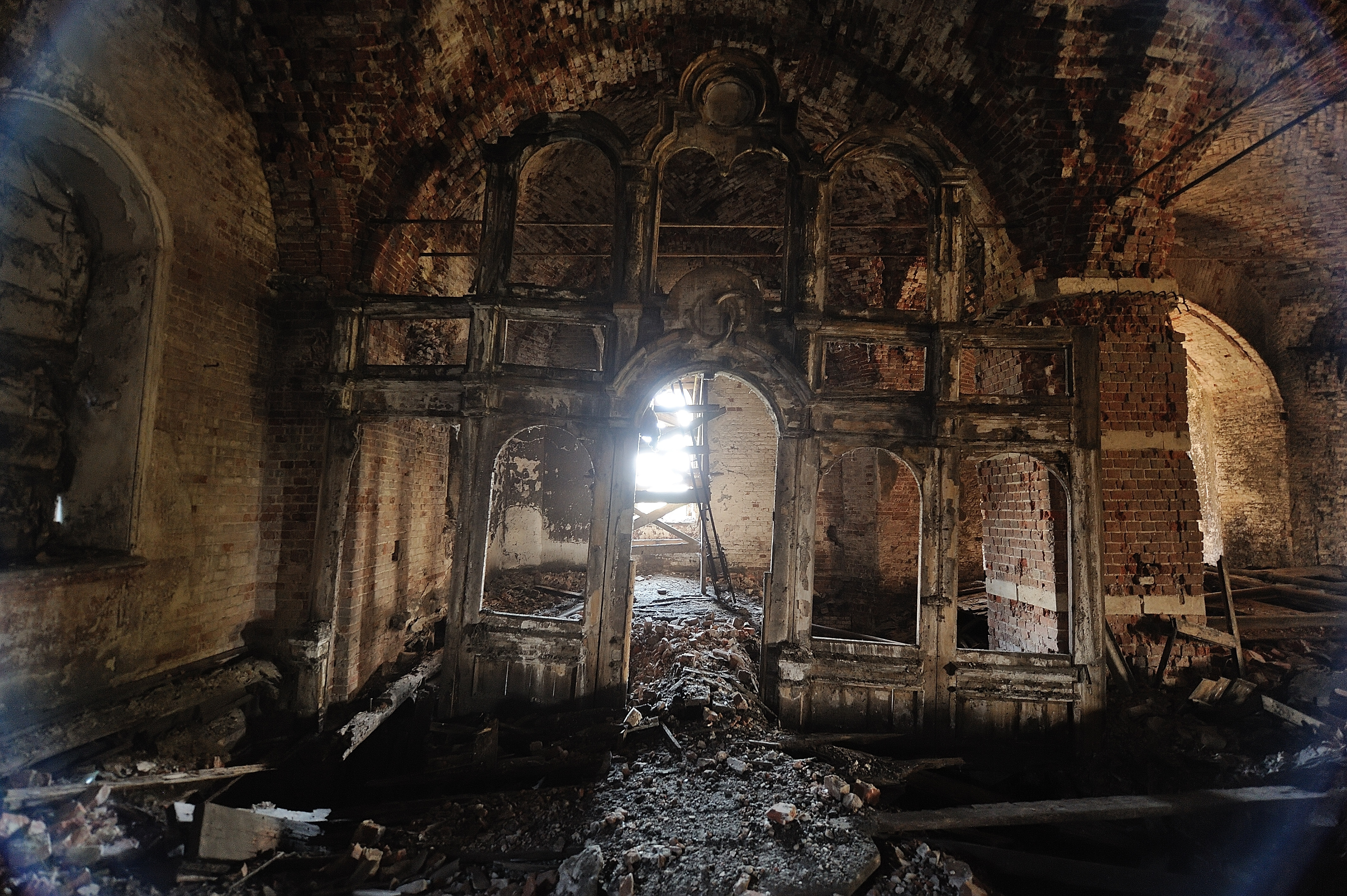
Вид внутри храма

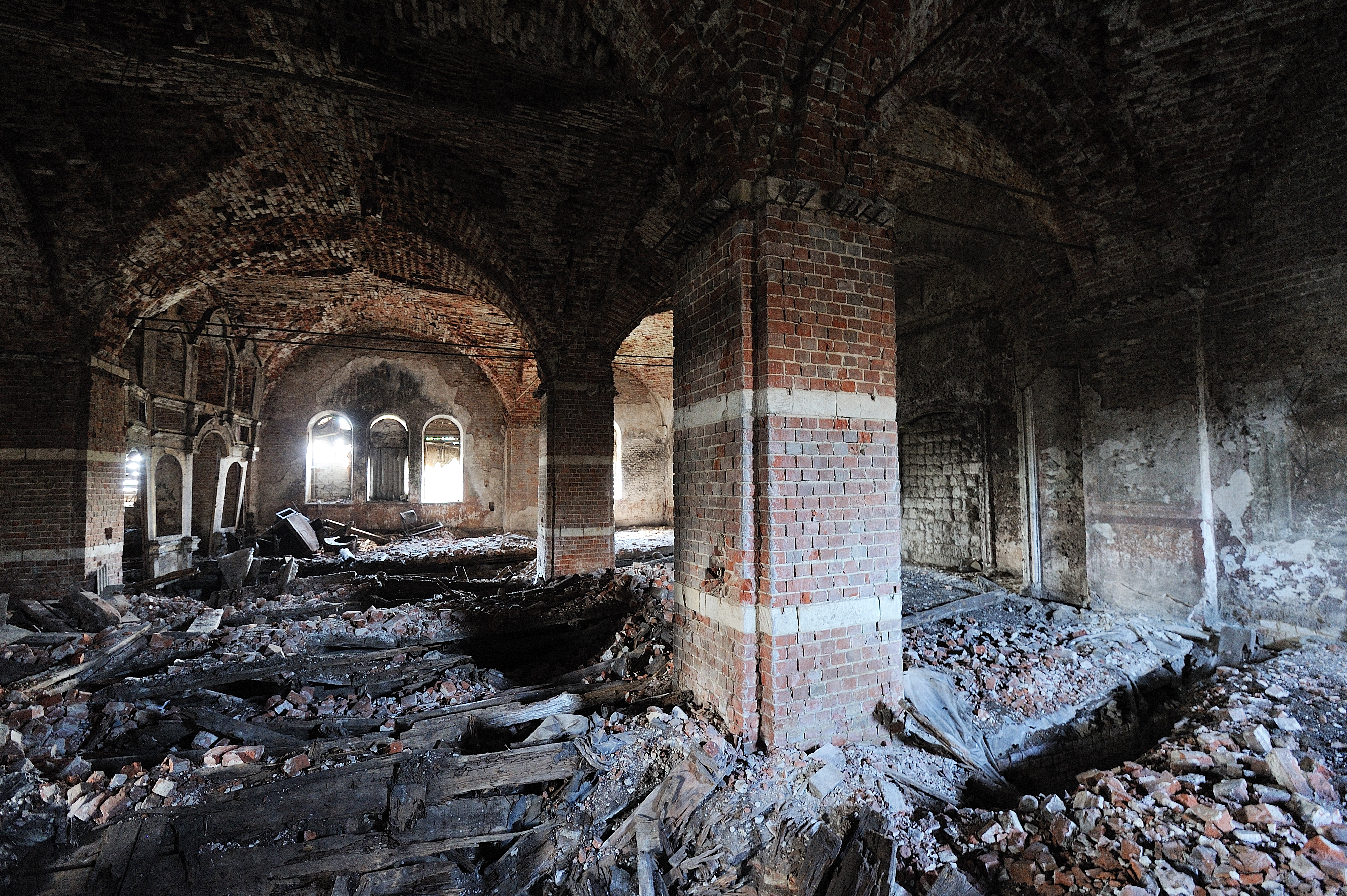
Вид внутри храма

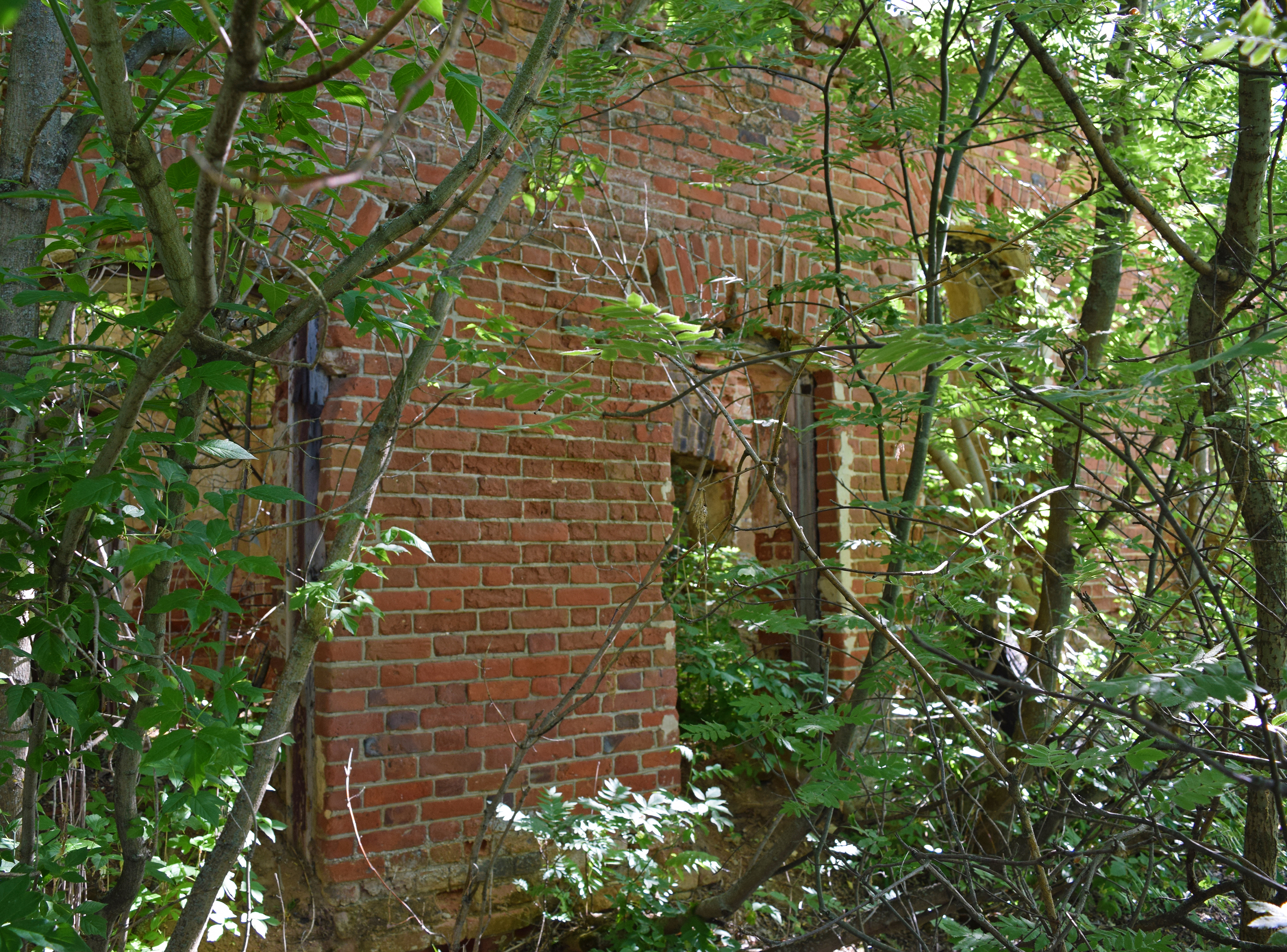
Старое здание сельской школы

Изначально на месте каменного храма стояла деревянная церковь во имя Георгия Победоносца, которая в 1754 году упоминается как вновь построенная. В 1840 году в доме священника, была организована воскресная школа. К середине XIX века деревянная церковь окончательно обветшала и на её месте было решено построить новую, уже каменную. Строительство начали 1860 году и окончательно закончилось к 1862.
В состав прихода, помимо села Новые Кельцы, входила также деревня Стрелецкая Дубрава.
В 30 годах XX века церковь была закрыта, её помещения использовались под зернохранилище и склад. В помещении воскресной школы была размещена школа общеобразовательная, которая просуществовала до 70 годов XX века.
В настоящее время храм заброшен: разрушен один ярус колокольни, снесена крыша, хотя своды сохранились, полностью сгнили полы. Во избежание несчастных случаев местные власти закрыли вход в храм бетонной плитой, а окна и двери заколотили.

## Известные священнослужители
- Роман Данилов (1767 г.)
- Иоанн Григорьев (1796 г.)
- Емельян Космин Светилин (1835-1849 гг.)
- Филипп Прокопьевич Соловьёв (1849-1854 гг.)
- Дмитрий Филиппович Соловьёв (1854-1899 гг.)
- Фёдор Липягов (1899 г.)
- Пётр Орлов (1910 г.)

## Известные церковные старосты
- Иван Авдеев Салагубов (1865 г.)
- Василий Личунов (1872 г.)
- Владимир Иванович Харитонов (1890-1911 гг.)
- Дмитрий Антипов (1911 г.)